# Johnny McNeil
Johnny-Jacob McNeil (* 27. Februar 1968 in High Point) ist ein ehemaliger US-amerikanisch-österreichischer Basketballspieler auf der Position des Innenspielers. Der 2,03 Meter große McNeil spielte als Profi unter anderem jahrelang bei den BSC Raiffeisen Panthers Fürstenfeld und den Artland Dragons.

## Laufbahn
McNeil schloss seine Schulzeit 1986 ab, während der er an der T. Wingate Andrews High School in der Stadt High Point (US-Bundesstaat North Carolina) Basketball spielte. Von 1986 bis 1988 holte er mit der Mannschaft der Chowan University (ebenfalls in North Carolina) bei nur elf Niederlagen 52 Siege. Von 1988 bis 1990 gehörte er zur Basketball-Auswahl des Georgia Institute of Technology (kurz: Georgia Tech) aus der ersten Division der NCAA.
Als Berufsbasketballspieler war McNeil bei Vereinen in Brasilien (Angra), in der Schweiz (Casonay) und Deutschland (Quakenbrück), vor allem aber in Österreich (Graz, Mistelbach, Fürstenfeld) beschäftigt und nahm im Laufe seiner Karriere auch die Staatsbürgerschaft des Landes an. Von 1996 bis 2002 sowie von 2005 bis 2007 stand er bei den BSC Raiffeisen Panthers Fürstenfeld unter Vertrag und wurde im Anschluss an die Spielzeit 1998/99 vom Basketball-Internet-Dienst eurobasket.com als „Spieler des Jahres“ der Bundesliga ausgezeichnet. Zwischen seinen Fürstenfelder Amtszeiten spielte McNeil von 2002 bis 2005 für die Artland Dragons in der niedersächsischen Kleinstadt Quakenbrück. 2003 gewann er mit der Mannschaft ungeschlagen den Meistertitel in der Nordstaffel der 2. Basketball-Bundesliga und trug zu diesem Erfolg im Schnitt 14,2 Punkte und 6,4 Rebounds je Begegnung bei. Er war für die Niedersachsen anschließend zwei Jahre in der Basketball-Bundesliga tätig, dabei amtete er teils als Mannschaftskapitän. 2003/04 war er für Quakenbrück in der Bundesliga Leistungsträger (10,9 Punkte, 3,5 Rebounds/Spiel), 2004/05 kam er deutlich weniger zum Zuge.
2001 zählte McNeil zum Aufgebot der österreichischen Nationalmannschaft.
Nach dem Ende seiner Basketballlaufbahn im Jahr 2007 kehrte McNeil in sein Heimatland zurück und ließ sich im Bundesstaat South Carolina nieder. Dem Basketballsport blieb er als Trainer bei Jugendcamps und als Co-Trainer der Schulmannschaft seines Sohnes verbunden, hauptberuflich wurde er als Verkaufsberater in der Automobilwirtschaft tätig.